# Горна-Бешовица
Горна-Бешовица (болг. Горна Бешовица) — село в Болгарии. Находится в Врачанской области, входит в общину Мездра. Население составляет 217 человек.

## Политическая ситуация
Горна-Бешовица подчиняется непосредственно общине и не имеет своего кмета.
Кмет (мэр) общины Мездра — Иван Аспарухов Цанов (независимый) по результатам выборов.

## Известные земляки
- Иван Фунев (1900—1983), болгарский скульптор-коммунист, народный художник Болгарии, автор монументальных статуй в Софии.